# Алистер Картер
Алистер „Али“ Картер (енгл. Allister Carter; рођен 25. јула 1979, Колчестер, Енглеска) је професионални играч снукера. Није освојио ниједно светско првенство у снукеру али је два пута дошао до финала, где је оба пута био поражен од Ронија О'Саливана.

## Успеси

### Рангирана финала: 12 (5 победа, 7 пораза)
|           | Година | Турнир | Противник у финалу | Резултат        |
| --------- | ------ | ------ | ------------------ | --------------- |
| Финалиста | 2008   |        | Рони О'Саливан     | 8 : 18          |
| Победник  | 2009   |        | Џо Свејл           | 9 : 5           |
| Финалиста | 2010   |        | Џон Хигинс         | 4 : 9           |
| Победник  | 2010   |        | Џејми Барнет       | 10 : 7          |
| Финалиста | 2012   | (2)    | Рони О'Саливан     | 11 : 18         |
| Победник  | 2013   |        | Марко Фу           | 9 : 6           |
| Победник  | 2016   |        | Џо Пери            | 10 : 8          |
| Финалиста | 2017   |        | Антони Хамилтон    | 6 : 9           |
| Финалиста | 2019   |        | Џад Трамп          | 6 : 10          |
| Финалиста | 2021   |        | Марк Вилијамс      | Бергеров систем |
| Победник  | 2023   |        | Том Форд           | 10 : 3          |
| Финалиста | 2023   |        | Шон Марфи          | 4 : 10          |